# Saison 22 de New York, unité spéciale
Chronologie
Saison 21 Saison 23
Cet article, présente la vingt-deuxième saison de New York, unité spéciale, ou La Loi et l'Ordre : Crimes sexuels au Québec, (Law and Order: Special Victims Unit) qui est une série télévisée américaine.

## Distribution

### Acteurs principaux
- Mariska Hargitay (VF : Dominique Dumont) : capitaine Olivia Benson
- Kelli Giddish (VF : Anne Dolan) : inspecteur Amanda Rollins
- Ice-T (VF : Jean-Paul Pitolin) : sergent Odafin Tutuola
- Peter Scanavino (VF : Jérôme Pauwels) : substitut du procureur Dominick "Sonny" Carisi Jr.
- Jamie Gray Hyder (VF : Sarah Barzyk) : officier Katriona Azar Tamin
- Demore Barnes : chef-adjoint Christian Garland[1]

### Invité deNew York, crime organisé
- Christopher Meloni : détective Elliot Stabler (épisode 9 et 13)

## Acteurs récurrents

### Membre de l'Unité spéciale
- Tamara Tunie : Dr Melinda Warner (épisode 3 et 13)

### Avocats de la défense
- Lou Martini, Jr. : avocat de la défense Ron Freddo (épisode 1)
- Jessica Phillips : représentante de l'enfance Pippa Cox (épisode 2)
- Jasmin Walker : avocate de la défense Marame Toussaint (épisode 2)
- Will Vought : avocat de la défense Victor Franklin (épisodes 4 et 7)
- Raúl Esparza : avocat de la défense Rafael Barba (épisode 4)
- Marisa Brau-Reyes : avocate de la défense Edwina Myerson (épisodes 5 et 13)
- Elizabeth Marvel : avocate de la défense Rita Calhoun (épisode 6)
- Narci Regina : Maya Bell (épisodes 6 et 16)
- Mark D. Friedman : avocat de la défense Roger Parnes (épisode 8)
- Matthew Rauch : avocat de la défense Jay Cochran (épisode 9)
- Eric Kirchberger : avocat de la défense Stephen Cryer (épisode 9)
- Kathleen Choe : avocate de la défense Julie Kang (épisode 13)
- Jeremy Russial : avocat de la défense Robert Kluger (épisode 13)
- Erin Anderson : avocate de la défense April Andrews (épisode 14)

### Bureau des Affaires Internes
- Aime Donna Kelly : capitaine Renee Curry (épisodes 1 et 11)

### Brigade des Mœurs
- Jennifer Esposito : sergent Phoebe Baker (épisodes 4, 11 et 16)

### Juges
- Kathryn Kates : juge Marlene Simons (épisode 2)
- Aida Turturro : juge Felicia Catano (épisode 5)
- Michael Mastro : juge D. Serani (épisodes 4 et 5)
- Stephen C. Bradbury : juge Colin McNamara (épisode 9)
- Mary Hodges : juge Anita Wright (épisode 14)
- Olga Merediz : juge Roberta Martinez (épisode 14)
- Ami Brabson : juge Karyn Blake (épisode 15)

### Substitut du procureur
- Wentworth Miller : substitut du procureur Isaiah Holmes (épisode 6)

### Ambulanciers
- Cezar Williams : un ambulancier (épisodes 2 et 9)

### Hôpitaux
- Stephen Wallem : infirmier Rudy Syndergaard (épisodes 1 et 15)
- Frank Wood : médecin-légiste Abel Truman (épisodes 2 et 10)
- Betsy Aidem : docteur Sloane (épisode 4)
- Allyson Morgan : infirmière Shelby Roberts (épisode 9)
- Yvonna Kopacz-Wright : docteur Darby Wilder (épisode 14)
- Bill Irwin : psychiatre Peter Lindstrom (épisode 14)

### NYPD
- Ashley Taylor Greaves : officier Gabrielle Taylor (épisode 2)
- Caris Vujcec : officier Louise Campesi (épisode 7)
- Matt Buechele : officier Donnie Jones (épisodes 7 et 12)
- Cyndee Rivera : officier Mia Ruz (épisode 7)
- Ari'el Stachel : sergent Hasim Khaldun (épisode 10)
- Paul Bomba : officier Bobby Nardone (épisode 11)
- Thamer Jendoubi : officier Kivlahan (épisode 12)
- Shawn Andrew : adjoint-chef Sasso (épisode 12)
- Adrian Alvarado : détective Ray Fernandez (épisode 13)
- Erica Camarano : officier Rachel Ortiz (épisode 15)

### Entourage de l'Unité spéciale

#### La Famille Benson
- Ryan Buggle : Noah Porter-Benson (épisodes 1 et 4)

#### La Famille Rollins
- Charlotte Cabell et Vivian Cabell : Jesse Rollins (épisodes 4 et 14)

#### La Famille Garland
- Trian Long-Smith : Lamai Garland, épouse de Christian (épisode 15)
- Uschi Umscheid : Abby Garland, fille de Lamai et Christian (épisode 15)

#### La Famille Tutuola
- Migs Govea : Alejandro Pavel (épisode 16)
- Ernest Waddell : Ken Randall (épisode 16)

#### La Famille Stabler
- Allison Siko : Kathleen Stabler (épisode 9)
- Jeffrey Scaperrotta : Dickie Stabler (épisode 9)
- Isabel Gillies : Kathy Stabler (épisode 9)

## Production
Le 27 février 2020, la série a été renouvelée pour trois saisons supplémentaires.
Le tournage a repris le 14 septembre 2020 après une longue interruption dû à la pandémie de Covid-19.
La saison, comporte 16 épisodes dû une nouvelle fois à la pandémie de Covid-19, elle est diffusée du 12 novembre 2020 au 3 juin 2021 sur le réseau NBC.
En France la saison est diffusée du 12 janvier 2022 au 12 décembre 2022.
Tamara Tunie est apparue dans plusieurs épisodes de cette saison.
Christopher Meloni, qui interprétè Eliott Stabler dans les douze premières saisons de la série, fait son retour dans la série lors du neuvième et du seizième épisode. Le neuvième épisode, sert d'introduction à la nouvelle série de la franchise Law and Order, New York : Crime Organisé.
Demore Barnes qui interprète le chef adjoint de l'unité spéciale Christian Garland est désormais crédité en tant que personnage principal, il était seulement personnage régulier dans la saison précédente.

## Liste des épisodes

### Épisode 1:Habitudes et préjugés
- États-Unis : 12 novembre 2020 sur NBC
- Suisse : 4 mai 2021 sur RTS Un
- Belgique : 16 novembre 2021 sur RTL TVI
- France : 12 janvier 2022 sur TF1

- Aime Donna Kelly : Capitaine Renee Curry
- Stephane Wallem : Rudy Syndergaard
- Daniel Velasco : Mark Peter Aquino(II)
- Carolyn Baeumler : Colleen Reynolds
- Blake Anthony Morris : Devon Brown
- Ryan Buggle : Noah Porter Benson
- Jeanine Flynn : Bernadette Murphy
- Christopher Riley  Dylan Reynolds
- Laura Hetherington : Nancy Moon
- Lou Martini Jr. : Conseiller Freddo
- Natasha Dewhurst : Trish Voort
- Jeaniene Green : Regina Dodd
- Gary Troy(II) : Sean Donovan
- William C. Tate : Ray Gerrard
- Chevy Martinez : Eric Aquino
- Peter Hargrave : Joe Murphy
- Tina Chilip : Mary Aquino
- Keith Contreras : Uni #2
- Adam Shippey : Uni #1
- Kat Gonzales : EMT
- Joe Minchik : Corey

### Épisode 2:Violences conjuguées
- États-Unis : 19 novembre 2020 sur NBC
- Suisse : 11 mai 2021 sur RTS Un
- Belgique : 16 novembre 2021 sur RTL TVI
- France : 19 janvier 2022 sur TF1

- Jessica Philips : Substitut du Procureur Pippa Cox
- Danny Mastrogiorgio : Avocat Tommy Calabrese
- Jasmine Walker : Conseillère Marame Touissant
- Kathryn Kates : Juge Marlene Simmons
- Christopher Cassarino : Dwight Wagner
- Jason Kravits : Conseiller Sandy Braun
- Amanda Jane Cooper : Sherry Wagner
- Carolina Do : infirmière Dawn Jones
- Collette Kaufman : Leann Wagner
- Frank Wood : Docteur Truman
- Riki Lindhome : Irena Nowak
- Ja'Siah Young : Andre Fuller
- Athan Sporek : Will Vargas
- Ümit Celebi : Gjergi Hoshi
- Elliot Villar : Marc Vargas
- Afi Bijou : Joelle Fuller
- Aristeo F. Kardi : Uni

Cet épisode est une suite directe partielle de l'épisode 20, Tant de choses à perdre, de la saison 21, sur la partie relative à l'affaire Fuller, concernant directement le sergent Odafin Tutuola.

### Épisode 3:Meurtre en confinement
- États-Unis : 3 décembre 2020 sur NBC
- Suisse : 18 mai 2021 sur RTS Un
- Belgique : 23 novembre 2021 sur RTL TVI
- France : 11 avril 2022 sur TF1

- Vincenzo Amato : inspecteur Rossi
- Dominic Comperatore : Mauricio Ferraro
- Tamara Tunie : Docteur Melinda Warner
- Austin Reed Alleman : Perry Moncaldo
- Cameron Dean Style : Dan Donahue
- Brittany Conigatti : Maria Ferraro
- Christopher Gray : Brad Keegan
- Annika Pergament : elle-même
- Jordan Lane Price : Lexi York
- Jelani Alladin : Sean Thomas
- Amy Stiller : Sœur Vita

### Épisode 4:La Force de l'émotion
- États-Unis : 7 janvier 2021 sur NBC
- Suisse : 15 juin 2021 sur RTS Un
- Belgique : 23 novembre 2021 sur RTL TVI
- France : 22 juin 2022 sur TF1

- Vanessa Carrasco : Nydia Davis
- John Maria Gutierrez : Chili Chacon
- Carrie Kim : Céline Tatou
- Brett Parks : Mickey Davis
- Bhavesh Patel :  Ajay Sharma
- Brenda Raquel : Lulu Davis
- Lipica Shah :  Rani Sharma
- Dena Tyler : juge Caroline Harper
- Jennifer Esposito : Phoebe Baker 1/3

### Épisode 5:Show privé
- États-Unis : 14 janvier 2021 sur NBC
- Suisse : 22 juin 2021 sur RTS Un
- Belgique : 30 novembre 2021 sur RTL TVI
- France : 1er juin 2022 sur TF1

- Marisa Brau-Meyers : Conseillère Edwina Myerson
- John Waters : Floyd Cougat
- Aida Turturro : Juge Felicia Catano
- Jean-Patrick Simeon : Frère Peter
- Michael Mastro : Juge M. Serani
- Emilio Delgado : Aaron Carrera
- Eva Noblezada : Zoey Carrera
- Linden Tailor : James Fuentes
- Alex Brightman : Gabe Miller
- Evan Bass : John Lawrence
- Brian Sears : Rob Hampton
- Tony Torn : Larry Hughes

### Épisode 6:Un juge à la barre
- États-Unis : 21 janvier 2021 sur NBC
- Suisse : 29 juin 2021 sur RTS Un
- Belgique : 30 novembre 2021 sur RTL TVI
- France : 15 juin 2022 sur TF1

- Toni Belafonte : Présidente Michelle Dubois
- Rosie Berrido : Gladys Palma
- Joe Discher : l'officier de cour
- Evander Duck Jr. : Capitaine Al Norton
- Dylan James : Ian Hunter
- TJ Lee : Celia Long
- Adriane Lenox : Juge Annette Lewis
- Elie Monte-Brown : Carmen Benitez
- Amanda Morrow : Alicia Norton
- Michelle Peters : Francine Giamba
- Narci Regina : avocate de la défense Maya Bell
- Graham Rowat : Substitut du Procureur Ezra Blank
- Josh Stamberg : Juge Charles Gallagher
- Elena Urdaneta : Valentina Palma
- Maeve Yore : April Kelly

### Épisode 7:Manhattan - Le Bronx
- États-Unis : 18 février 2021 sur NBC
- Suisse : 6 juillet 2021 sur RTS Un
- Belgique : 7 décembre 2021 sur RTL TVI
- France : 8 juin 2022 sur TF1

- Annabella Sciorra : Lieutenant Carolyn Barek
- Rudy Mungaray : Sergent Ari Moldovan
- Christopher Halladay : Joey Nuccio
- Jaime Zevallos : Danny Gonzalez
- Brianna-Marie Bell : Claire Moore
- Eileen Cannon : Jen Jacobson
- Shelby Flannery : Rosie Zaran
- Amber James : Bella Gardner
- Sunny De Leon : Paz Orduña
- Aaron De Jesus : homme #5
- Nikita Tewani : Sienna Rey

### Épisode 8:Justice réparatrice
- États-Unis : 25 février 2021 sur NBC
- Suisse : 13 juillet 2021 sur RTS Un
- Belgique : 7 décembre 2021 sur RTL TVI
- France : 29 juin 2022 sur TF1

- Henry Bazemore, Jr. : Markus
- Clinton Brandhagen : l’aumônier Ronnie Blevins
- Jane Bruce : Nora Anderson
- Layla Capers : Aneeka Coleman jeune
- Jorge Franco IV : Xavier Garcia
- LeeAnne Hutchison : Marcy O'Doyle
- Sydney Elise Johnson : Imani Coleman
- Elena Leilani : Imani Coleman jeune
- Crystal Lucas-Perry : Aneeka Coleman
- Wayne Pretlow : Elston Gibbs
- Brian Rock : Darryl Clark
- Nicola Rossi : Lily Bustani
- Tyree Michael Simpson : le sergent de bureau
- Bradley Stryker : Jimmy Gunn

### Épisode 9:Tout le monde change
- États-Unis : 1er avril 2021 sur NBC
- Suisse : 20 juillet 2021 sur RTS Un
- Belgique : 14 décembre 2021 sur RTL TVI
- France : 19 septembre 2022 sur TF1

- Jess Barbagallo : Sacha Lenski
- Thomas K. Belgrey : Yuri Lenski
- Alex Breaux : Jacob Peters
- Louis Vanaria : Carl Derasi
- Cezar Williams : EMT #1

### Épisode 10:Victimes de la haine
- États-Unis : 8 avril 2021 sur NBC
- Suisse : 27 juillet 2021 sur RTS Un
- Belgique : 14 décembre 2021 sur RTL TVI
- France : 26 septembre 2022 sur TF1

- Amanda Bailey : officier Brenda Hayes
- Grayson Berry : Roy Eastman
- Mark Cayne : Lonnie Liston
- Siovhan Christensen : Mary Liston
- Michael Dempsey : Elvis Baktashi
- Gabriel Furman : Edon Zajmi
- Nuri Hazzard : Sam Johnson
- Steven Marcus : Manny Coldby
- Dave Maulbeck : Frank Baker
- Katarina Morhacova : Elira Zajmi
- Joe O'Connor : officier Dennis O'Shea
- Victoria Lily Robertson : Ceranda Zajmi
- Brian Rojas : Eduardo Alvarez
- John Siciliano : Donald Wilson
- Nathaniel Stampley : James Liston
- Alexis Taliento : McKenna Jensen
- Artan Telqui : Zamir Hoxha

### Épisode 11:Mise aux enchères
- États-Unis : 15 avril 2021 sur NBC
- Suisse : 3 août 2021 sur RTS Un
- Belgique : 21 décembre 2021 sur RTL TVI
- France : 3 octobre 2022 sur TF1

- Kennedy Caughell : Molly Anderson
- Max Chlumecky : Steve Lang
- Hunter Emery : Gary Packer
- Presley Forbes : Forrest Anderson
- Suzette Gunn : Nicole Harper
- Jonathan Holtzman : Rick Anderson
- Victoria Janicki : Sara Harper
- Blake Anthony Morris : Jayvon Brown
- Kyra Tantao : Nina Rodriguez
- Jessy Yates : Alicia Ford

### Épisode 12:Un moment de faiblesse
- États-Unis : 22 avril 2021 sur NBC
- Suisse : 10 août 2021 sur RTS Un
- Belgique : 21 décembre 2021 sur RTL TVI
- France : 10 octobre 2022 sur TF1

- Dara Adler : Cindy
- Alexis Bronkovic : Amberlynn Rollins
- Sarita Choudhury : Vanessa Blake
- Christian Conn : Dr. Nick Bernstein
- Christopher Daftsios : Fred
- Steven Gift : Guillermo
- Gina Jun : Evie
- James Morrison : Jim Rollins
- Manny Perez : sergent Hagen
- Andrew Polk : Joey Leonard
- Robert Sella : Eddie Blake
- Michael E. Thomas : Nate Blake

### Épisode 13:Les Prédatrices
- États-Unis : 13 mai 2021 sur NBC
- Suisse : 17 août 2021 sur RTS Un
- France : 17 octobre 2022 sur TF1

- Alexandra Acosta : Romana Chavez
- Claro Austria : El Gato
- Michael Blas : Felix Tinga
- Courtnee Carter : Despina Johnson
- Jorge Franco IV : Xavier Garcia
- Adam Heller : Dr. Walter Linderman
- Caitlin Kerchner : Amy Kress
- Erika Longo : EMT #1
- Bruce MacVittie : Kurt Mulhall
- Nitin Madan : Ranveer Dass
- Charlotte McKee : Piper Thomas
- Armando Riesco (en) : Edward Buddusky
- Nicola Rossi : Lily Bustani
- Teresa Ting : Jade Chen

### Épisode 14:Le Psychopathe affranchi
- États-Unis : 20 mai 2021 sur NBC
- Suisse : 24 août 2021 sur RTS Un
- France : 24 octobre 2022 sur TF1

- Catherine Ashmore Bradley : Charlotte Davis
- Kelly Anne Burns : Holly Mesner
- Gabrielle Carrubba : Libby Blandon
- Jason Cottle : Tom Mesner
- Ethan Cutkosky : Henry Mesner
- André De Shields : Keys
- Will Ehren : Connor Jackson
- Daniel Hilt : Nassau Uni
- Lucy Powers : Sydney Peters
- Margaret Reed : Gretchen Blandon
- Sideara St. Claire : Cora Jackson
- Maxine Wanderer : Ruby Mesner
- Dana Winkle : Megan Davis

### Épisode 15:L'Emprise
- États-Unis : 27 mai 2021 sur NBC
- Suisse : 31 août 2021 sur RTS Un
- France : 7 novembre 2022 sur TF1

- Keith Contreras : Uni #1
- Michael Gladis : Andy Richards
- Jerry Kernion : Luis Ramos
- Gabriel Marin : Flynn O'Hara
- Hudson Paul : Charlie Richards
- Greta Quispe : Joy Mercado
- Lee Tergesen : avocat de la défense Erik Garrison
- Anna Wood : Diana Richards

### Épisode 16:Les Loups dans la bergerie
- États-Unis : 3 juin 2021 sur NBC
- Suisse : 7 septembre 2021 sur RTS Un
- France : 12 décembre 2022 sur TF1

- Jim E. Chandler : Roy
- Margret Echeverria : Nelly
- Harrison Fox : Ben
- Ryan Garbayo : Ruben Ortiz
- Saverio Guerra : Paulie Banducci
- Zabryna Guevara : Dr. Catalina Machado
- Michelle Hurst : Betty Swanson
- Artrece Johnson : Denise Campbell
- Carrie Kim : Céline Tatou
- TJ Lee : Celia Long
- Colton Osorio : Felipe Estrada
- Brenda Raquel : Lulu Davis
- Narci Regina : avocate de la défense Maya Bell
- Terry Serpico : chef Tommy McGrath
- Briana Starks : Naomi Turner
- Al-Teron Williams : Khalil Roker
- Angelic Zambrana : Rosa Estrada